# Dálnice M51 (Maďarsko)
Dálnice M51 je rychlostní silnice v Maďarsku, ležící v blízkosti Budapešti. Jedná se o 9 km dlouhou rychlostní silnici, spojující dálnice M0 a M5 a města Dunaharaszti a Gyál. Její stavba byla dokončena v roce 2013. Silnice má dva jízdní profily.